# Wayne Lakes (Ohio)
Pour les articles homonymes, voir Wayne Lakes.
Wayne Lakes est un village américain situé dans le comté de Darke, dans l'Ohio. Selon le recensement de 2010, sa population est de 718 habitants.